# Zbór Kościoła Zielonoświątkowego „Emaus” w Mikołajkach
Zbór Kościoła Zielonoświątkowego „Emaus” w Mikołajkach – zbór Kościoła Zielonoświątkowego w RP znajdujący się w Mikołajkach, przy ulicy Kolejowej 6. Liczy około 40 wyznawców.
Nabożeństwa odbywają się w niedzielę o godzinie 11.00 oraz w środę o godzinie 18.00. Spotkania dla osób uzależnionych i potrzebujących w ramach "Coffee House" odbywają się we wtorki o godzinie 18.00